# 와이파이

한 장치가 다른 장치에 무선으로 정보를 전송하고 있는 모습을 그린 그림. 두 장치 모두 문서 인쇄를 위해 근거리 통신망에 연결된 상태이다.

와이파이 로고

와이파이에 자동으로 연결하기 위한 QR 코드

와이파이(Wi-Fi, WiFi), 또는 근거리 무선망은 IEEE 802.11 표준군에 기반한 무선망 프로토콜군으로, 일반적으로 장치 간 무선랜 및 인터넷 접속에 사용되며, 근처 디지털 장치들이 전파를 통해 데이터를 교환할 수 있게 한다. 이들은 가장 널리 사용되는 컴퓨터 네트워크이며, 가정 및 소규모 사무실 네트워크에서 장치를 연결하고, 카페, 레스토랑, 호텔, 도서관, 공항과 같은 공공장소에서 무선 라우터 및 무선 액세스 포인트를 통해 인터넷 접속을 제공하는 데 전 세계적으로 사용된다.
와이파이는 와이파이 얼라이언스의 상표로, "Wi-Fi Certified"라는 용어의 사용을 상호운용성 인증 테스트를 성공적으로 통과한 제품으로 제한한다. 비준수 하드웨어는 단순히 무선랜으로 불리며, "Wi-Fi Certified" 장치와 작동할 수도 있고 그렇지 않을 수도 있다. 2017년 기준 와이파이 얼라이언스는 전 세계 800개 이상의 회사로 구성되었다. 2019년 기준 매년 30억 5천만 개 이상의 와이파이 지원 장치가 전 세계적으로 출하된다.
와이파이는 IEEE 802 통신 프로토콜군의 여러 부분을 사용하며 유선형인 이더넷과 잘 작동하도록 설계되었다. 호환 장치는 무선 액세스 포인트를 통해 서로 연결할 수 있으며 유선 장치 및 인터넷과도 연결할 수 있다. 와이파이의 다양한 버전은 여러 IEEE 802.11 프로토콜 표준에 의해 지정되며, 서로 다른 무선 기술이 무선 대역, 최대 범위 및 달성 가능한 속도를 결정한다. 와이파이는 일반적으로 2.4 기가헤르츠 (120 mm) UHF 및 5 기가헤르츠 (60 mm) SHF 무선 대역을 사용하며, 새로운 세대 표준에서는 6GHz SHF 대역이 사용된다. 이 대역들은 여러 채널로 세분된다. 채널은 네트워크 간에 공유될 수 있지만, 범위 내에서는 한 번에 하나의 송신기만 채널에서 전송할 수 있다.

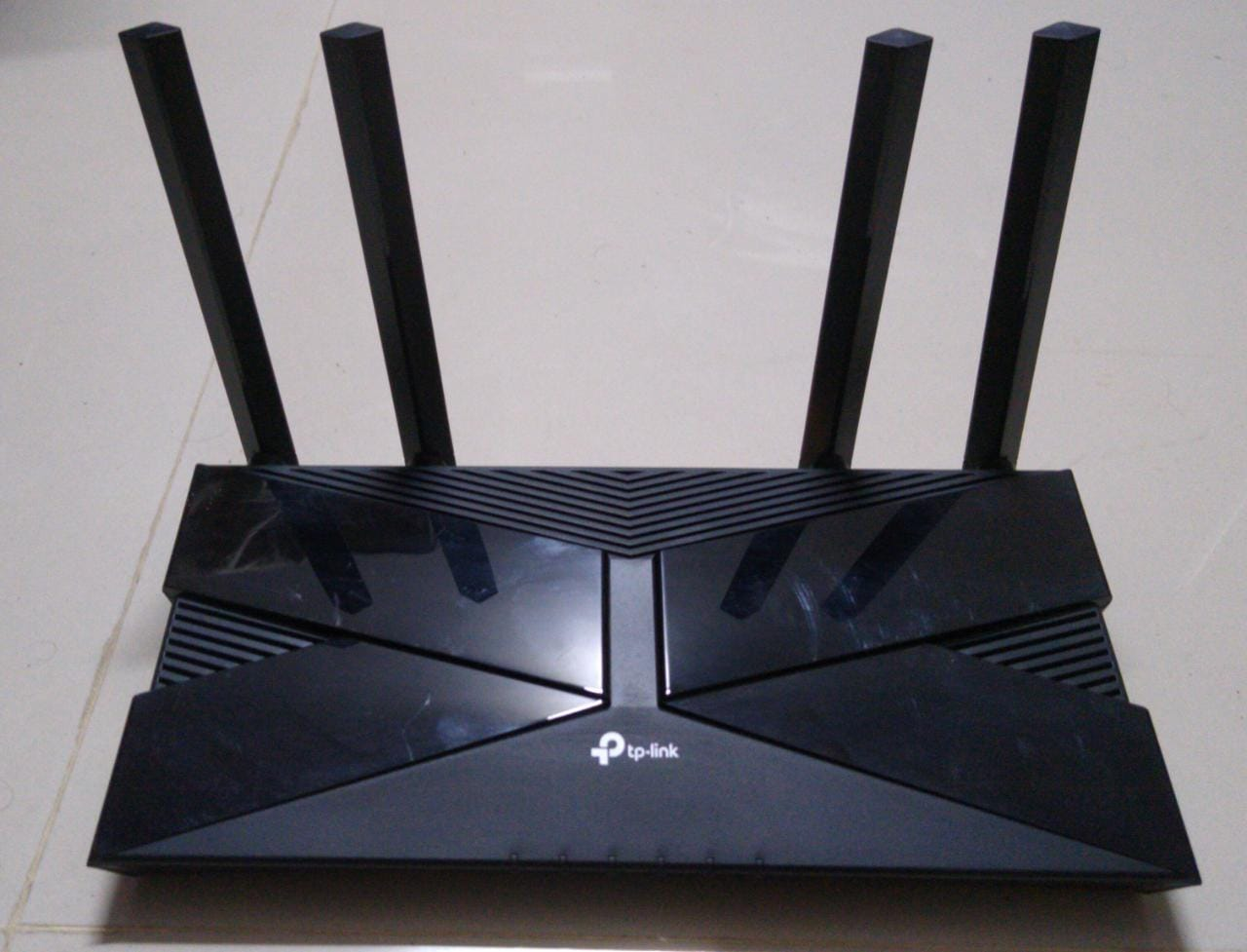
TP-Link AX1500 Wi-Fi 6 라우터

와이파이의 무선 대역은 가시선 전파 사용에 가장 적합하다. 벽, 기둥, 가전제품 등 일반적인 장애물은 범위를 크게 줄일 수 있지만, 이는 또한 혼잡한 환경에서 다른 네트워크 간의 간섭을 최소화하는 데 도움이 된다. 액세스 포인트의 범위는 실내에서 약 20 m (66 ft)이며, 일부 액세스 포인트는 실외에서 최대 150 m (490 ft) 범위를 주장한다. 핫스팟 커버리지는 전파를 차단하는 벽이 있는 단일 방만큼 작을 수도 있고, 로밍이 허용되는 여러 개의 겹치는 액세스 포인트를 사용하여 여러 평방 킬로미터만큼 넓을 수도 있다. 시간이 지남에 따라 와이파이의 속도와 스펙트럼 효율이 증가했다. 2019년 기준 일부 와이파이 버전은 적합한 하드웨어에서 근거리에서 9.6 Gbit/s (기가비트/초)의 속도를 달성할 수 있다.

## 역사
1985년 미국 연방 통신 위원회의 판결로 ISM 대역의 일부가 통신용으로 비인가 사용을 위해 개방되었다. 이 주파수 대역에는 전자레인지와 같은 장비에서 사용하는 2.4GHz 대역이 포함되어 있으므로 간섭의 영향을 받는다.
1991년 니우에헤인에서 NCR 코퍼레이션과 AT&T는 웨이브랜이라는 이름으로 계산원 시스템용으로 고안된 802.11의 전신을 발명했다. 10년 동안 IEEE 802.11 의장을 맡았던 NCR의 빅 헤이즈는 벨 연구소의 엔지니어 브루스 터치와 함께 전기전자공학자협회(IEEE)에 표준을 만들 것을 제안했고, IEEE 내에서 초기 802.11b 및 802.11a 사양을 설계하는 데 참여했다. 그들은 둘 다 이후 와이파이 NOW 명예의 전당에 헌액되었다.
1989년 호주에서 한 과학자 팀이 무선랜 기술 연구를 시작했다. 무선랜의 프로토타입 테스트베드는 1992년 호주의 연방과학산업연구기구(CSIRO) 무선 물리학 부서의 존 오설리번이 이끄는 연구팀에 의해 개발되었다. 와이파이 특허는 1992년 CSIRO에 의해 출원되었다.
802.11 프로토콜의 첫 번째 버전은 1997년에 출시되었으며, 최대 2 Mbit/s의 링크 속도를 제공했다. 이것은 1999년에 802.11b로 업데이트되어 11 Mbit/s의 링크 속도를 허용했다.
1999년 와이파이 얼라이언스는 대부분의 IEEE 802.11 제품이 판매되는 와이파이 상표를 보유하기 위한 무역 협회로 결성되었다.

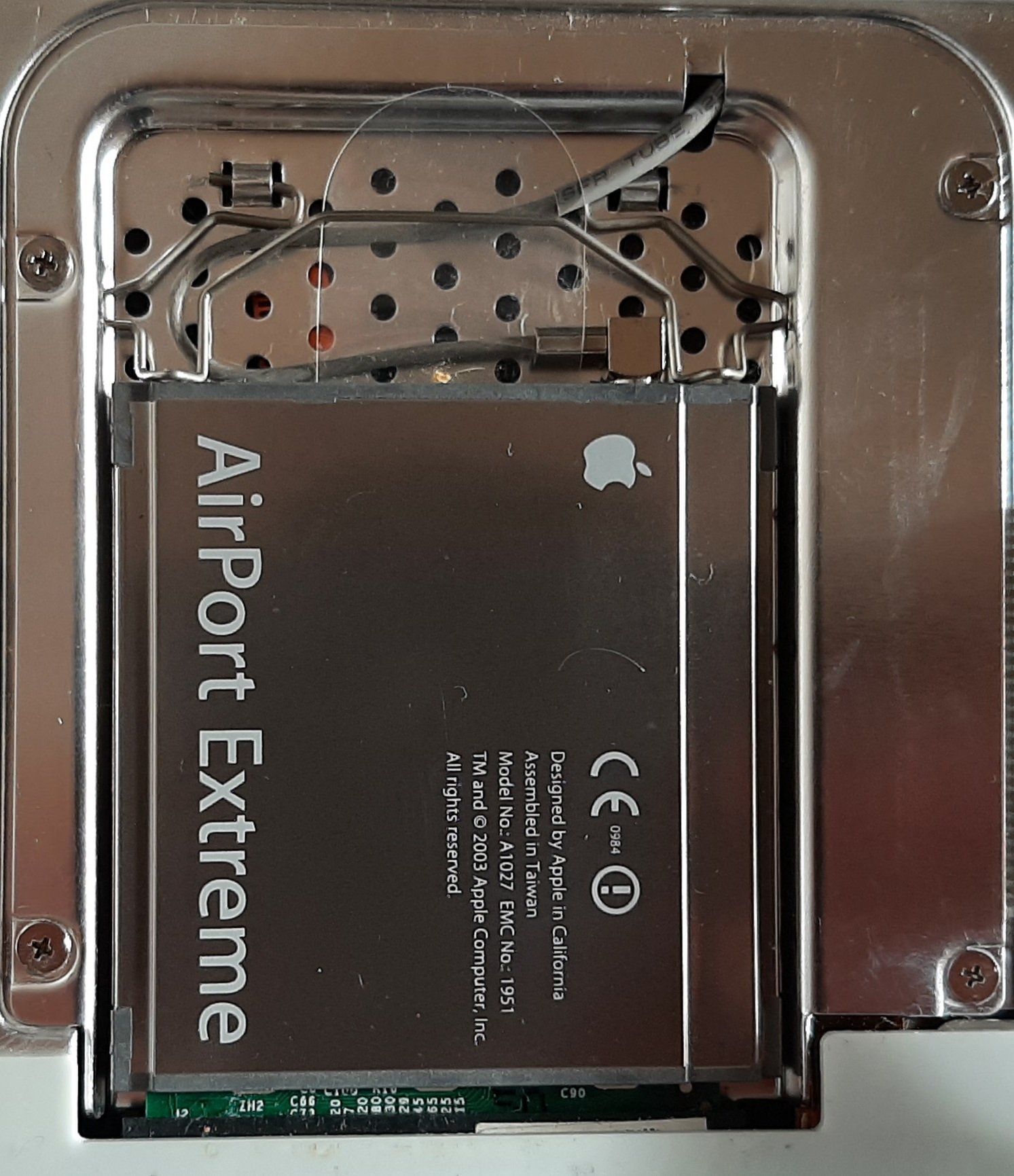
아이북 G4에 설치된 애플 에어포트 익스트림 802.11g 카드

주요 상업적 돌파구는 애플이 1999년 아이북 노트북 시리즈에 와이파이를 채택하면서 이루어졌다. 이 제품은 와이파이 네트워크 연결을 제공하는 최초의 대량 소비자 제품이었으며, 애플에 의해 에어포트로 브랜드화되었다. 이는 표준을 만드는 데 도움을 준 빅 헤이즈, 브루스 터치, 체스 링크스, 리치 맥긴, 그리고 루슨트의 다른 사람들과의 협력으로 이루어졌다.
2000년, CSIRO와 관련된 호주 과학자 그룹인 라디아타는 와이파이 네트워크에 연결된 칩에 802.11a 표준을 처음으로 사용했다.
와이파이는 여러 다른 조직이 보유한 많은 특허를 사용한다. 호주, 미국 및 네덜란드는 동시에 와이파이의 발명을 주장하며, 전 세계적으로 합의에 도달하지 못했다. 2009년 호주의 CSIRO는 14개 기술 회사와의 특허 합의 후 2억 달러를 받았으며, 2012년에는 23개 회사와의 법적 절차 후 추가로 2억 2천만 달러를 받았다.
2016년 CSIRO의 무선랜 프로토타입 테스트베드는 오스트레일리아 국립박물관에서 열린 100대 유물로 보는 세계사 전시에 호주의 기여물로 선정되었다.

## 어원 및 용어
일러도 1999년 8월부터 상업적으로 사용된 와이파이(Wi-Fi)라는 이름은 브랜드 컨설팅 회사인 인터브랜드가 만들었다. 와이파이 얼라이언스는 인터브랜드에 "'IEEE 802.11b Direct Sequence'보다 좀 더 기억하기 쉬운" 이름을 만들어달라고 요청했다. 와이파이 얼라이언스의 창립 멤버인 필 벨랑제에 따르면, 와이파이라는 용어는 인터브랜드가 제안한 10개의 이름 목록에서 선택되었다. 인터브랜드는 또한 와이파이 로고를 만들었다. 음양 와이파이 로고는 제품의 상호운용성 인증을 나타낸다. 이름은 종종 WiFi, Wifi 또는 wifi로 쓰이지만, 와이파이 얼라이언스의 승인을 받지는 않았다.
와이파이라는 이름은 'Wireless Fidelity'의 약어가 아니다. 하지만 와이파이 얼라이언스는 브랜드 이름이 만들어진 직후 잠시 동안 "무선 충실도를 위한 표준(The Standard for Wireless Fidelity)"이라는 광고 문구를 사용했으며, 와이파이 얼라이언스는 일부 출판물에서 "Wireless Fidelity Alliance Inc."라고도 불렸다. IEEE는 별개의 관련 조직이며, 그들의 웹사이트는 "WiFi는 Wireless Fidelity의 약칭이다"라고 명시했다. 와이파이라는 이름은 하이파이와 비슷하게 들리기 때문에 부분적으로 선택되었는데, 소비자들은 하이파이를 고충실도 또는 고품질로 여긴다. 인터브랜드는 소비자들이 이 이름을 매력적으로 여기고, 이름 때문에 이 무선 프로토콜이 고충실도를 가진다고 가정하기를 바랐다.
모토로라 캐노피를 포함한 고정 지점을 위한 다른 기술은 일반적으로 고정 무선이라고 불린다. 대체 무선 기술로는 직비, Z-Wave, 블루투스 및 휴대 전화 표준이 있다.
와이파이 랜에 연결하려면 컴퓨터에 무선 네트워크 인터페이스 컨트롤러가 장착되어야 한다. 컴퓨터와 인터페이스 컨트롤러의 조합을 스테이션이라고 한다. 스테이션은 하나 이상의 MAC 주소로 식별된다.
와이파이 노드는 종종 모든 통신이 기지국을 통하는 인프라 모드에서 작동한다. 애드혹 모드는 액세스 포인트와 통신하지 않고 장치들이 서로 직접 통신하는 것을 의미한다.
서비스 세트는 특정 와이파이 네트워크와 관련된 모든 장치의 집합이다. 서비스 세트의 장치는 동일한 대역 또는 채널에 있을 필요가 없다. 서비스 세트는 로컬, 독립, 확장, 메시 또는 조합일 수 있다. 각 서비스 세트에는 네트워크를 식별하는 32바이트 SSID가 연결되어 있다. SSID는 네트워크의 일부인 장치 내에 구성된다. 기본 서비스 세트(BSS)는 동일한 무선 채널, SSID 및 기타 설정을 공유하고 일반적으로 동일한 액세스 포인트에 무선으로 연결된 스테이션 그룹이다.:3.6 각 BSS는 BSSID라고 불리는 MAC 주소로 식별된다.

## 인증

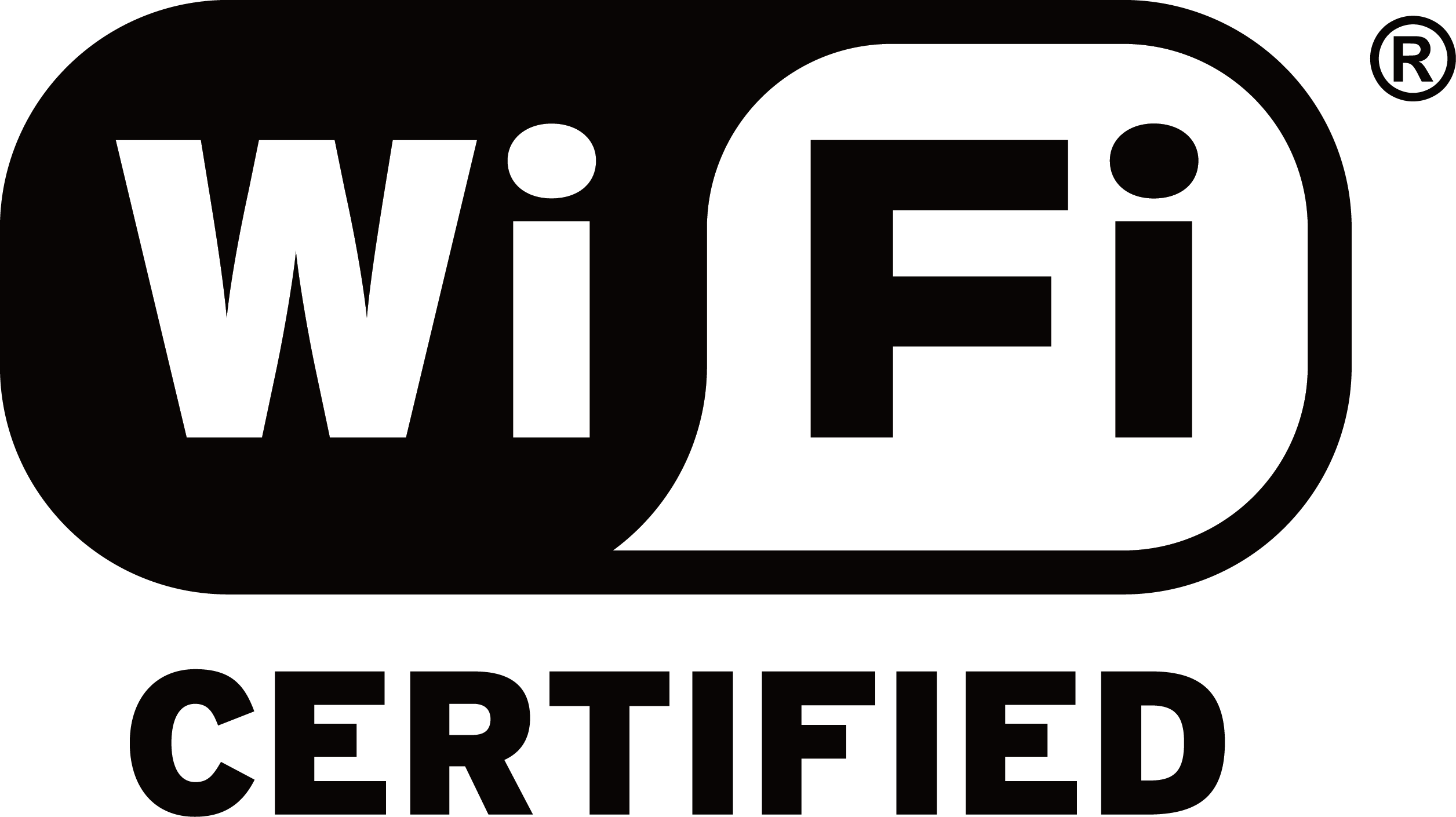
와이파이 인증 로고

IEEE는 장비의 표준 준수 여부를 테스트하지 않는다. 와이파이 얼라이언스는 1999년에 상호운용성과 하위 호환성을 위한 표준을 수립 및 시행하고, 무선 근거리 통신망 기술을 홍보하기 위해 설립되었다. 와이파이 얼라이언스는 IEEE의 IEEE 802.11 표준을 기반으로 하는 기술에 와이파이 브랜드를 사용하도록 강제한다. 와이파이 얼라이언스 회원 자격을 가진 제조업체는 제품이 인증 절차를 통과하면 와이파이 로고를 제품에 표시할 권리를 얻는다. 특히, 인증 절차는 IEEE 802.11 무선 표준, WPA 및 WPA2 보안 표준, 그리고 EAP 인증 표준에 대한 준수를 요구한다. 인증에는 선택적으로 IEEE 802.11 초안 표준, 통합 장치에서 셀룰러 전화 기술과의 상호 작용, 그리고 보안 설정, 멀티미디어, 절전과 관련된 기능에 대한 테스트가 포함될 수 있다.
모든 와이파이 장치가 인증을 위해 제출되는 것은 아니다. 와이파이 인증이 없다고 해서 반드시 해당 장치가 다른 와이파이 장치와 호환되지 않는다는 의미는 아니다. 와이파이 얼라이언스는 미국 연방 통신 위원회(FCC)가 미국 내 UHF TV 대역에서 제안된 네트워킹을 설명하기 위해 만들어낸 슈퍼 와이파이와 같은 파생 용어를 승인할 수도 있고 안 할 수도 있다.

## 버전 및 세대
장비는 종종 여러 버전의 와이파이를 지원한다. 통신하려면 장치는 공통 와이파이 버전을 사용해야 한다. 버전은 작동하는 전파 대역, 점유하는 무선 대역폭, 지원할 수 있는 최대 데이터 전송률 및 기타 세부 사항에서 다르다. 일부 버전은 여러 안테나 사용을 허용하며, 이는 더 빠른 속도와 간섭 감소를 가능하게 한다.
역사적으로 장비는 IEEE 표준의 이름을 사용하여 지원되는 와이파이 버전을 나열했다. 2018년 와이파이 얼라이언스는 와이파이 4(802.11n), 와이파이 5(802.11ac), 와이파이 6(802.11ax)를 지원하는 장비를 나타내기 위해 간소화된 와이파이 세대 번호 체계를 도입했다. 이 세대들은 이전 버전과 높은 수준의 하위 호환성을 가진다. 얼라이언스는 연결 시 신호 강도와 함께 세대 수준(4, 5 또는 6)이 사용자 인터페이스에 표시될 수 있다고 밝혔다.
와이파이에 영향을 미치는 가장 중요한 표준은 다음과 같다: 802.11a, 802.11b, 802.11g, 802.11n (와이파이 4), 802.11h, 802.11i, 802.11-2007, 802.11–2012, 802.11ac (와이파이 5), 802.11ad, 802.11af, 802.11-2016, 802.11ah, 802.11ai, 802.11aj, 802.11aq, 802.11ax (와이파이 6), 802.11ay.

## 용도

### 인터넷

두 개의 기본 서비스 세트로 구성된 와이파이 위키피디아라는 서비스 세트의 예. 클라이언트는 사용자가 두 번째 네트워크에 명시적으로 연결할 필요 없이 두 BSS 간에 자동으로 로밍한다.

와이파이 기술은 인터넷에 연결된 하나 이상의 라우터의 와이파이 범위 내에 있는 장치에 로컬 네트워크 및 인터넷 접속을 제공하는 데 사용될 수 있다. 하나 이상의 상호 연결된 액세스 포인트의 커버리지는 몇 개의 방만큼 작은 영역에서부터 여러 평방 킬로미터만큼 넓은 영역까지 확장될 수 있다. 더 넓은 영역의 커버리지는 겹치는 커버리지를 가진 액세스 포인트 그룹을 필요로 할 수 있다. 예를 들어, 공공 야외 와이파이 기술은 런던의 무선 메시 망에서 성공적으로 사용되었다. 국제적인 예로는 FON이 있다.
와이파이는 개인 가정, 기업 및 공공 장소에서 서비스를 제공한다. 와이파이 핫스팟은 무료 또는 상업적으로 설정될 수 있으며, 종종 액세스를 위해 캡티브 포털 웹 페이지를 사용한다. 공항, 호텔, 레스토랑과 같은 조직, 열성 팬, 당국 및 사업체는 고객을 유치하고 특정 지역에서 사업을 홍보하기 위해 무료 또는 유료 핫스팟을 제공하는 경우가 많다. 라우터는 종종 디지털 가입자 회선 모뎀 또는 케이블 모뎀과 와이파이 액세스 포인트를 통합하며, 가정 및 기타 건물에 자주 설치되어 해당 건물에 인터넷 액세스를 제공한다.
마찬가지로, 배터리 구동식 라우터에는 모바일 브로드밴드 모뎀과 와이파이 액세스 포인트가 포함될 수 있다. 셀룰러 데이터 통신사에 가입하면 근처의 와이파이 스테이션이 인터넷에 액세스할 수 있다. 많은 스마트폰에는 이러한 종류의 내장 모바일 핫스팟 기능이 있지만, 통신사는 종종 이 기능을 비활성화하거나 활성화하는 데 별도의 요금을 부과한다. MiFi 및 와이브로 브랜드 장치와 같은 독립형 장치는 이 기능을 제공한다. 셀룰러 모뎀 카드가 있는 일부 노트북도 모바일 인터넷 와이파이 액세스 포인트 역할을 할 수 있다.
선진국의 여러 전통적인 대학 캠퍼스는 적어도 부분적인 와이파이 커버리지를 제공한다. 카네기 멜런 대학교는 와이파이 브랜드가 존재하기 전인 1993년에 피츠버그 캠퍼스에 와이어리스 앤드루라고 불리는 최초의 캠퍼스 전체 무선 인터넷 네트워크를 구축했다. 많은 대학들이 에듀롬 국제 인증 인프라를 통해 학생과 직원에게 와이파이 액세스를 제공하는 데 협력하고 있다.

### 도시 전체

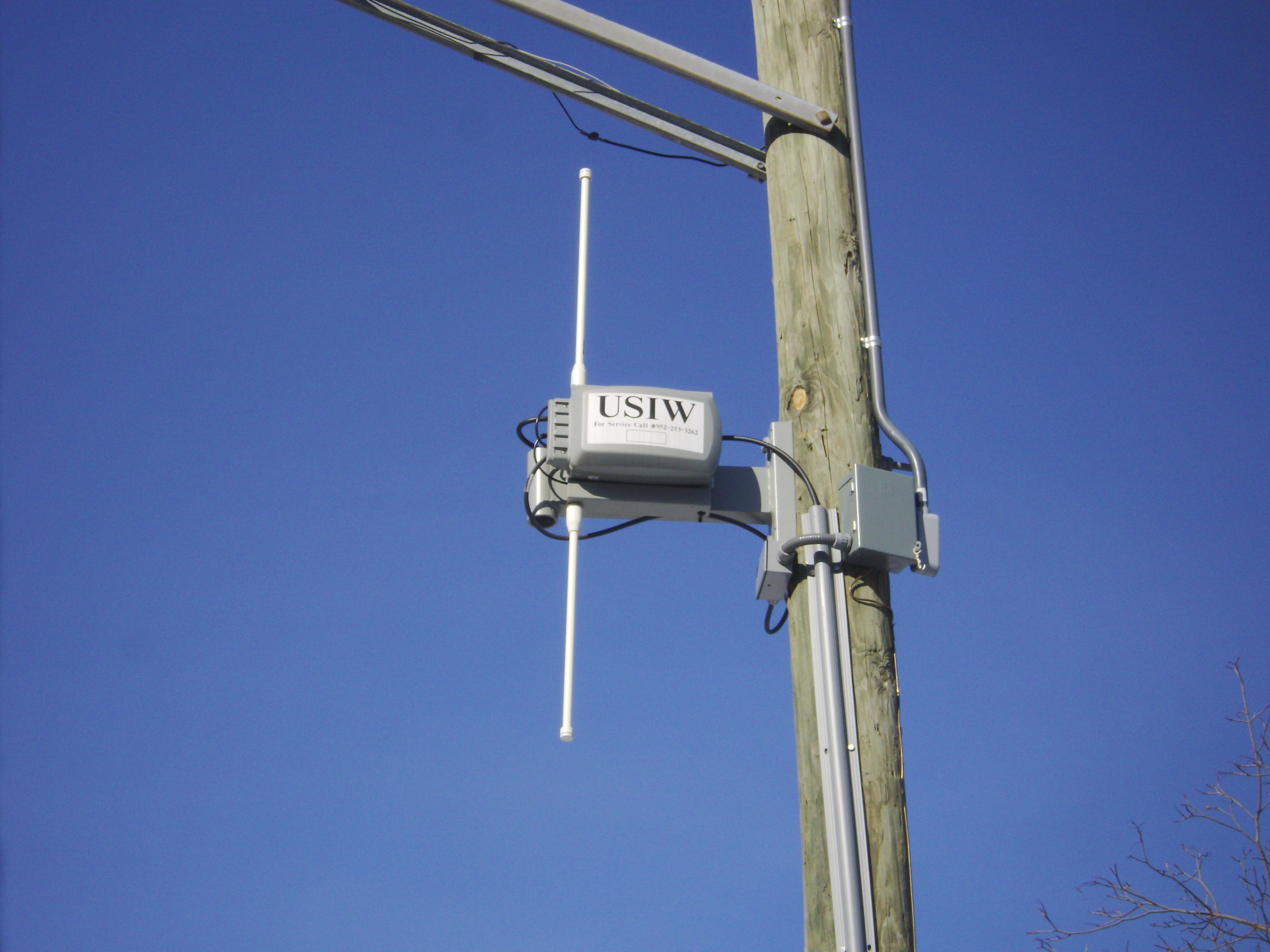
야외 와이파이 액세스 포인트

2000년대 초반, 전 세계 여러 도시들은 도시 전체에 걸친 와이파이 네트워크를 구축할 계획을 발표했다. 성공적인 사례들이 많이 있다. 2004년, 마이소르는 인도 최초의 와이파이 지원 도시가 되었다. WiFiyNet이라는 회사는 마이소르 전역과 인근 마을 일부를 포함하는 핫스팟을 설치했다.
2005년, 세인트클라우드와 서니베일은 미국에서 시 전역 무료 와이파이(메트로파이 제공)를 제공한 최초의 도시가 되었다. 미니애폴리스는 그 제공업체를 위해 매년 120만 달러의 수익을 창출했다.
2010년 5월, 당시 런던 시장이었던 보리스 존슨은 2012년까지 런던 전역에 와이파이를 구축하겠다고 약속했다. 웨스트민스터와 이즐링턴을 포함한 여러 런던 자치구는 이미 그 시점에서 광범위한 야외 와이파이 커버리지를 가지고 있었다.
뉴욕은 2014년 오래된 공중전화 부스를 디지털 키오스크로 전환하는 도시 전체 캠페인을 발표했다. 링크NYC라는 이름의 이 프로젝트는 공공 와이파이 핫스팟, 고화질 화면, 유선전화 역할을 하는 키오스크 네트워크를 만들었다. 화면 설치는 2015년 말에 시작되었다. 시 정부는 시간이 지남에 따라 7천 개 이상의 키오스크를 구현하여 궁극적으로 LinkNYC를 세계에서 가장 크고 빠른 공공, 정부 운영 와이파이 네트워크로 만들 계획이다. 영국은 런던 캠던구에서 프로젝트를 처음으로 구현하면서 전국 주요 도시에서 유사한 프로젝트를 계획했다.
대한민국 수도 서울 관계자들은 도심 곳곳, 주요 도로, 인구 밀집 주거 지역 등 시내 1만여 곳에 무료 인터넷 접속을 제공하기 위해 움직이고 있었다. 서울시는 KT, LG텔레콤, SK텔레콤에 임대 허가를 내줄 계획이었다. 이들 회사는 2015년 완공을 목표로 이 프로젝트에 4400만 달러를 투자할 예정이었다.

### 지리적 위치
와이파이 위치 획득 체계는 와이파이 핫스팟의 알려진 위치를 사용하여 장치의 위치를 식별한다. 신호 간섭 또는 느린 위성 획득과 같은 문제로 인해 GPS가 적합하지 않을 때 사용된다. 여기에는 보조 GPS, 도시 핫스팟 데이터베이스, 실내 위치 확인 시스템이 포함된다. 와이파이 위치 확인은 신호 강도(RSSI) 측정 및 핑거프린팅에 의존한다. SSID 및 MAC 주소와 같은 매개변수는 액세스 포인트를 식별하는 데 중요하다. 정확도는 데이터베이스의 근처 액세스 포인트에 따라 달라진다. 신호 변동은 오류를 일으킬 수 있으며, 이는 노이즈 필터링 기술로 줄일 수 있다. 낮은 정밀도의 경우, 와이파이 데이터를 지리적 및 시간 정보와 통합하는 것이 제안되었다.
IEEE 802.11mc에 도입된 와이파이 RTT 기능은 RSSI 방식의 개선으로 왕복 시간 측정 기반 위치 확인을 가능하게 한다. IEEE 802.11az 표준은 지리적 위치 정확도에서 추가적인 개선을 약속한다.

### 모션 감지
와이파이 감지는 모션 감지 및 제스처 인식과 같은 응용 분야에 사용된다.

## 작동 원리
와이파이 스테이션은 다양한 채널에서 개별적으로 전송되고 전달되는 데이터 패킷이라는 데이터 블록을 서로 주고받아 통신한다. 모든 무선과 마찬가지로, 이는 반송파의 변조 및 복조를 통해 이루어진다. 와이파이의 다른 버전은 다른 기술을 사용하며, 802.11b는 단일 반송파에서 직접 시퀀스 확산 스펙트럼을 사용하는 반면, 802.11a, 와이파이 4, 5, 6은 직교 주파수 분할 다중 방식을 사용한다.
채널은 반이중 방식으로 사용되며 여러 네트워크에 의해 시간 공유될 수 있다. 한 컴퓨터가 보낸 모든 패킷은 해당 채널에 맞춰진 스테이션에 의해 로컬로 수신되는데, 이는 정보가 단 하나의 목적지를 위한 것일지라도 마찬가지이다. 스테이션은 일반적으로 자신에게 주소 지정되지 않은 정보를 무시한다. 동일한 채널을 사용한다는 것은 데이터 대역폭이 공유된다는 의미이므로, 예를 들어 두 스테이션이 활발하게 전송할 때 각 장치에 사용 가능한 처리량은 절반으로 줄어든다.
다른 IEEE 802 LAN과 마찬가지로, 스테이션은 전역적으로 고유한 48비트 MAC 주소로 프로그램되어 있다. MAC 주소는 각 데이터 패킷의 목적지와 소스를 모두 지정하는 데 사용된다. 전송 수신 시, 수신기는 목적지 주소를 사용하여 전송이 스테이션과 관련이 있는지 또는 무시되어야 하는지를 결정한다.
반송파 감지 다중 접속 및 충돌 회피(CSMA/CA)라고 알려진 방식은 스테이션이 채널을 공유하는 방식을 제어한다. CSMA/CA를 사용하면 스테이션은 채널이 유휴 상태임을 감지한 후에만 전송을 시작하여 충돌을 피하려고 시도하지만, 그 후에는 패킷 데이터를 전부 전송한다. CSMA/CA는 충돌을 완전히 방지할 수 없는데, 두 스테이션이 동시에 채널이 유휴 상태임을 감지하고 동시에 전송을 시작할 수 있기 때문이다. 충돌은 스테이션이 동시에 한 채널에서 여러 스테이션으로부터 신호를 수신할 때 발생한다. 이는 전송된 데이터를 손상시키고 스테이션이 재전송해야 할 수도 있다. 데이터 손실 및 재전송은 처리량을 감소시키며, 경우에 따라 심각하게 감소시킨다.

### 대역
802.11 표준은 와이파이 통신에 사용하기 위해 여러 가지 뚜렷한 무선주파수 범위를 제공한다: 900 MHz, 2.4 GHz, 3.6 GHz, 4.9 GHz, 5 GHz, 6 GHz 및 60 GHz 대역. 각 범위는 수많은 채널로 나뉜다. 표준에서 채널은 대역 내에서 5 MHz 간격으로 번호가 매겨지며(60 GHz 대역 제외, 여기서는 2.16 GHz 간격), 번호는 채널의 중심 주파수를 나타낸다. 채널은 5 MHz 간격으로 번호가 매겨지지만, 송신기는 일반적으로 최소 20 MHz를 점유하며, 표준은 더 높은 처리량을 위해 인접 채널을 함께 묶어 더 넓은 채널을 형성할 수 있도록 허용한다.
각국은 이러한 주파수 범위 내에서 허용되는 채널, 허용되는 사용자 및 최대 전력 수준에 자체 규제를 적용한다. 802.11b/g/n은 미국 FCC Part 15 규칙 및 규정에 따라 2.4 GHz 대역을 사용할 수 있다. 이 주파수 대역에서는 장비가 때때로 간섭을 받을 수 있는데, 이는 전자레인지, 코드리스 전화, USB 3.0 허브, 블루투스 및 기타 장치 때문이다.
주파수 할당 및 운용 제한은 전 세계적으로 일관적이지 않다. 호주와 유럽은 미국에서 2.4 GHz 대역에 허용되는 11개 채널 외에 추가로 두 채널(12, 13)을 허용하는 반면, 일본은 세 채널(12–14)을 더 허용한다.
802.11a/h/j/n/ac/ax는 5 GHz U-NII 대역을 사용할 수 있는데, 이 대역은 전 세계 대부분 지역에서 최소 23개의 비겹치는 20 MHz 채널을 제공한다. 이는 채널 폭이 5 MHz에 불과한 2.4 GHz 주파수 대역과는 대조적이다. 일반적으로 주파수가 낮으면 범위가 길지만 용량이 적다. 5 GHz 대역은 2.4 GHz 대역보다 일반적인 건축 자재에 더 많이 흡수되어 일반적으로 범위가 더 짧다.
802.11 사양이 더 높은 처리량을 지원하도록 발전함에 따라 프로토콜은 대역폭 사용에 훨씬 더 효율적이 되었다. 또한, 추가 채널에 대한 대역폭이 가능한 경우 채널을 함께 집합하여 더 많은 처리량을 얻을 수 있는 기능을 확보했다. 802.11n은 802.11a 또는 802.11g(20 MHz)에 비해 채널당 두 배의 무선 스펙트럼 대역폭(40 MHz)을 허용한다. 802.11n은 밀집 지역에서 간섭을 방지하기 위해 20 MHz 대역폭으로 자체 제한되도록 설정할 수 있다. 5 GHz 대역에서는 일부 제한이 있지만 20 MHz, 40 MHz, 80 MHz 및 160 MHz 채널이 허용되어 훨씬 빠른 연결을 제공한다.
|  |  |  |  |

### 통신 스택
와이파이는 IEEE 802 프로토콜 제품군의 일부이다. 데이터는 802.11 프레임으로 구성되며, 이는 데이터 링크 계층의 이더넷 프레임과 매우 유사하지만 추가 주소 필드가 있다. MAC 주소는 LAN을 통한 라우팅을 위한 네트워크 주소로 사용된다.
와이파이의 MAC 및 물리 계층(PHY) 사양은 적외선 및 2.4, 3.6, 5, 6 또는 60 GHz 주파수 대역에서 데이터를 전송하기 위한 하나 이상의 반송파 변조 및 수신을 위해 IEEE 802.11에 의해 정의된다. 이들은 IEEE LAN/MAN 표준 위원회(IEEE 802)에 의해 생성 및 유지 관리된다. 표준의 기본 버전은 1997년에 출시되었으며 이후 여러 번의 개정이 있었다. 표준 및 개정판은 와이파이 브랜드를 사용하는 무선 네트워크 제품의 기반을 제공한다. 각 개정판은 최신 버전의 표준에 통합될 때 공식적으로 폐지되지만, 기업 세계에서는 제품의 기능을 간결하게 나타내기 위해 개정판을 기준으로 마케팅하는 경향이 있다. 결과적으로 시장에서는 각 개정판이 자체 표준이 되는 경향이 있다.
802.11 외에도 IEEE 802 프로토콜 제품군에는 와이파이에 대한 특정 조항이 있다. 이는 이더넷의 케이블 기반 매체는 일반적으로 공유되지 않는 반면, 무선 통신에서는 모든 전송이 해당 무선 채널을 사용하는 범위 내의 모든 스테이션에 의해 수신되기 때문에 필요하다. 이더넷은 사실상 무시할 수 있는 오류율을 가지는 반면, 무선 통신 매체는 상당한 간섭의 영향을 받는다. 따라서 정확한 전송이 보장되지 않으므로 전달은 최선형 전달 메커니즘이다. 이 때문에 와이파이의 경우 IEEE 802.2에 의해 지정된 논리 링크 제어(LLC)는 프로토콜 스택의 더 높은 수준에 의존하지 않고 재시도를 관리하기 위해 와이파이의 MAC 프로토콜을 사용한다.
인터네트워킹 목적으로, 와이파이는 일반적으로 계층화되어 인터넷 프로토콜의 인터넷 계층 아래의 링크 계층으로 사용된다. 이는 노드가 관련 인터넷 주소를 가지며, 적절한 연결성을 통해 전체 인터넷 액세스를 허용한다는 것을 의미한다.

### 모드

#### 인프라스트럭처

인프라스트럭처 모드의 와이파이 네트워크. 인쇄 작업은 컴퓨터에서 AP를 통해 프린터로 전송된다.

가장 흔하게 사용되는 인프라스트럭처 모드에서는 모든 통신이 기지국을 통해 이루어진다. 네트워크 내 통신의 경우 이는 무선 주파수 사용을 추가하지만, 기지국과 통신할 수 있는 두 스테이션은 기지국을 통해 통신할 수 있다는 장점이 있어 숨겨진 노드 문제와 관련된 문제를 제한하고 프로토콜을 단순화한다.

#### 애드혹 및 와이파이 다이렉트
와이파이는 또한 액세스 포인트 중간자 없이 한 컴퓨터에서 다른 컴퓨터로 직접 통신하는 것을 허용한다. 이를 애드혹 와이파이 전송이라고 한다. 다양한 유형의 애드혹 네트워크가 존재한다. 가장 간단한 경우 네트워크 노드들은 서로 직접 통신해야 한다. 더 복잡한 프로토콜에서는 노드들이 패킷을 전달할 수 있으며, 노드들은 이동하더라도 다른 노드에 도달하는 방법을 추적한다.
애드혹 모드는 차이 키옹 토가 1996년 무선 애드혹 라우팅 특허에서 처음 설명했으며, 씽크패드에 루슨트 웨이브랜 802.11a 무선으로 구현되어 1마일 이상에 걸친 크기 노드 시나리오를 다루었다. 이 성공은 Mobile Computing 잡지(1999)에 기록되었고 나중에 2002년 IEEE Transactions on Wireless Communications 및 2001년 ACM SIGMETRICS Performance Evaluation Review에 공식적으로 출판되었다.
이 무선 애드혹 네트워크 모드는 닌텐도 DS 및 플레이스테이션 포터블과 같은 휴대용 콘솔 게임기의 다인용 비디오 게임에서 인기를 끌었다. 또한 디지털 카메라 및 기타 가전제품에서도 인기가 많다. 일부 장치는 애드혹 모드를 사용하여 인터넷 연결을 공유하고 핫스팟 또는 가상 라우터가 될 수도 있다.
마찬가지로, 와이파이 얼라이언스는 새로운 검색 및 보안 방법론을 통한 파일 전송 및 미디어 공유를 위한 와이파이 다이렉트 사양을 홍보한다. 와이파이 다이렉트는 2010년 10월에 출시되었다.
와이파이를 통한 직접 통신의 또 다른 모드는 터널형 직접 링크 설정(TDLS)으로, 동일한 와이파이 네트워크에 있는 두 장치가 액세스 포인트를 통하지 않고 직접 통신할 수 있도록 한다.

### 다중 액세스 포인트

액세스 포인트는 네트워크의 존재를 알리기 위해 비콘 프레임을 보낸다.

확장 서비스 세트(Extended Service Set)는 동일한 SSID 및 보안 설정으로 구성된 여러 액세스 포인트를 배포하여 형성될 수 있다. 와이파이 클라이언트 장치는 일반적으로 해당 서비스 세트 내에서 가장 강력한 신호를 제공할 수 있는 액세스 포인트에 연결된다.
네트워크에 대한 와이파이 액세스 포인트 수를 늘리면 다중화, 더 나은 범위, 빠른 핸드오버 지원, 그리고 더 많은 채널을 사용하거나 더 작은 셀을 정의하여 전체 네트워크 용량을 증가시킨다. 가장 작은 구현(가정 또는 소규모 사무실 네트워크와 같은)을 제외하고, 와이파이 구현은 씬 액세스 포인트 쪽으로 이동하여 더 많은 네트워크 인텔리전스를 중앙 집중식 네트워크 장비에 배치하고, 개별 액세스 포인트는 단순 트랜시버 역할로 격하되었다. 실외 애플리케이션은 메시 토폴로지를 사용할 수 있다.

## 성능
와이파이 작동 범위는 주파수 대역, 변조 기술, 송신기 전력 출력, 수신기 감도, 안테나 이득 및 유형, 환경의 전파 및 간섭 특성과 같은 요인에 따라 달라진다. 거리가 멀어질수록 속도는 일반적으로 감소한다.

### 송신기 전력
휴대 전화 및 유사 기술과 비교할 때 와이파이 송신기는 저전력 장치이다. 일반적으로 와이파이 장치가 전송할 수 있는 최대 전력량은 미국 FCC Part 15와 같은 현지 규정에 의해 제한된다. 유럽 연합의 등방성 방사 전력(EIRP)은 20 dBm (100 mW)으로 제한된다.
그러나 와이파이는 무선 개인 통신망 애플리케이션을 지원하도록 설계된 다른 표준에 비해 더 높은 전력을 가지고 있다. 예를 들어, 블루투스는 1~100미터(1~100야드) 사이의 훨씬 짧은 전파 범위를 제공하므로 일반적으로 전력 소비가 낮다. 직비와 같은 다른 저전력 기술은 상당히 긴 범위를 가지지만, 데이터 전송률은 훨씬 낮다. 와이파이의 높은 전력 소비는 일부 모바일 장치의 배터리 수명에 대한 우려를 야기한다.

### 안테나
분리 가능한 안테나가 있는 무선 라우터의 경우, 업그레이드된 안테나를 장착하여 범위를 개선할 수 있다. 표준 전방향성 안테나를 사용하는 802.11b 또는 802.11g를 준수하는 액세스 포인트는 0.1 km의 범위를 가질 수 있다. 유사하게 장착된 수신기를 사용하여 외장형 반포물선 안테나(15 dB 게인)가 있는 동일한 무선 장치는 32 km 이상의 범위를 가질 수 있다.
높은 게인 등급(dBi)은 이론적인 완벽한 등방적 복사체에서 지향성 안테나로의 편차를 나타내므로, 안테나는 더 등방적인 안테나에서 유사한 출력 전력과 비교하여 특정 방향으로 더 멀리 사용 가능한 신호를 투사하거나 수신할 수 있다. 예를 들어, 100 mW 드라이버와 함께 사용되는 8 dBi 안테나는 500 mW로 구동되는 6 dBi 안테나와 유사한 수평 범위를 가진다. 이는 수직 방향의 방사가 통신에 유용하지 않다고 가정한다.
|  |  |  |

### MIMO (다중 입력 및 다중 출력)
와이파이 4 이상 표준에서는 장치에 송신기와 수신기에 여러 개의 안테나를 사용할 수 있다. 여러 개의 안테나는 장비가 동일한 주파수 대역에서 다경로 전파를 활용하여 훨씬 더 빠른 속도와 더 긴 범위를 제공할 수 있도록 한다.
와이파이 4는 이전 표준보다 범위를 두 배 이상 늘릴 수 있다.
와이파이 5 표준은 5 GHz 대역만을 사용하며, 초당 최소 1기가비트의 다중 스테이션 무선랜 처리량과 초당 최소 500 Mbit/s의 단일 스테이션 처리량을 제공할 수 있다. 2016년 1분기 기준으로 와이파이 얼라이언스는 802.11ac 표준을 준수하는 장치를 "Wi-Fi CERTIFIED ac"로 인증하고 있다. 이 표준은 멀티유저 MIMO 및 4X4 공간 다중화 스트림, 그리고 광대역 채널 대역폭(160 MHz)과 같은 여러 신호 처리 기술을 사용하여 기가비트 처리량을 달성한다. IHS Technology의 연구에 따르면, 2016년 1분기 전체 액세스 포인트 판매 수익의 70%는 802.11ac 장치에서 발생했다.

### 전파의 전파
와이파이 신호는 일반적으로 가시선 전파 방식이 가장 잘 작동하지만, 신호는 인공 및 자연 구조를 통과하고 주변에서 전송, 흡수, 반사, 굴절, 회절 및 상하 페이딩될 수 있다. 와이파이 신호는 금속 구조물(콘크리트의 철근, 유리의 저방사율 코팅 포함), 암석 구조물(대리암 포함), 물(식물에서 발견되는 것과 같은)에 매우 강하게 영향을 받는다.
특히 나무와 건물 주변에서 발생하는 일반적인 와이파이 주파수에서의 전파의 복잡한 특성으로 인해, 알고리즘은 송신기와 관련하여 주어진 영역의 와이파이 신호 강도를 대략적으로만 예측할 수 있다. 이 효과는 장거리 와이파이에는 동일하게 적용되지 않는데, 더 긴 링크는 일반적으로 주변 나뭇잎 위로 전송하는 타워에서 작동하기 때문이다.
더 넓은 범위에서 와이파이의 모바일 사용은 제한적이며, 예를 들어 자동차가 한 핫스팟에서 다른 핫스팟으로 이동하는 것과 같은 용도로 사용된다. 다른 무선 기술은 이동 중인 차량과 통신하는 데 더 적합하다.

#### 거리 기록
(비표준 장치를 사용한) 거리 기록으로는 2007년 6월 에르마노 피에트로세몰리(Ermanno Pietrosemoli)와 베네수엘라의 에스라레드(EsLaRed)가 엘 아길라 봉우리와 플라티욘 산 정상 사이에서 약 3 MB의 데이터를 전송하여 달성한 382 km (237 mi) 기록이 있다. 스웨덴 국립 우주국은 6와트 증폭기를 사용하여 머리 위의 성층권 풍선에 도달하여 420 km (260 mi)의 데이터를 전송했다.

### 간섭

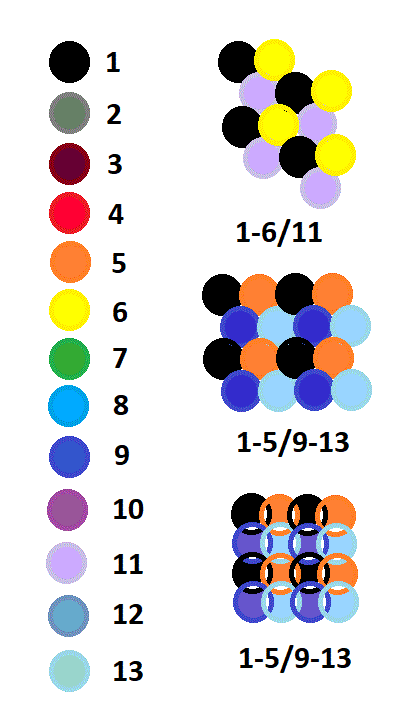
북미 및 유럽의 네트워크 계획 주파수 할당. 이러한 유형의 주파수 할당을 사용하면 동일 채널 및 인접 채널 간섭을 최소화하는 데 도움이 될 수 있다.

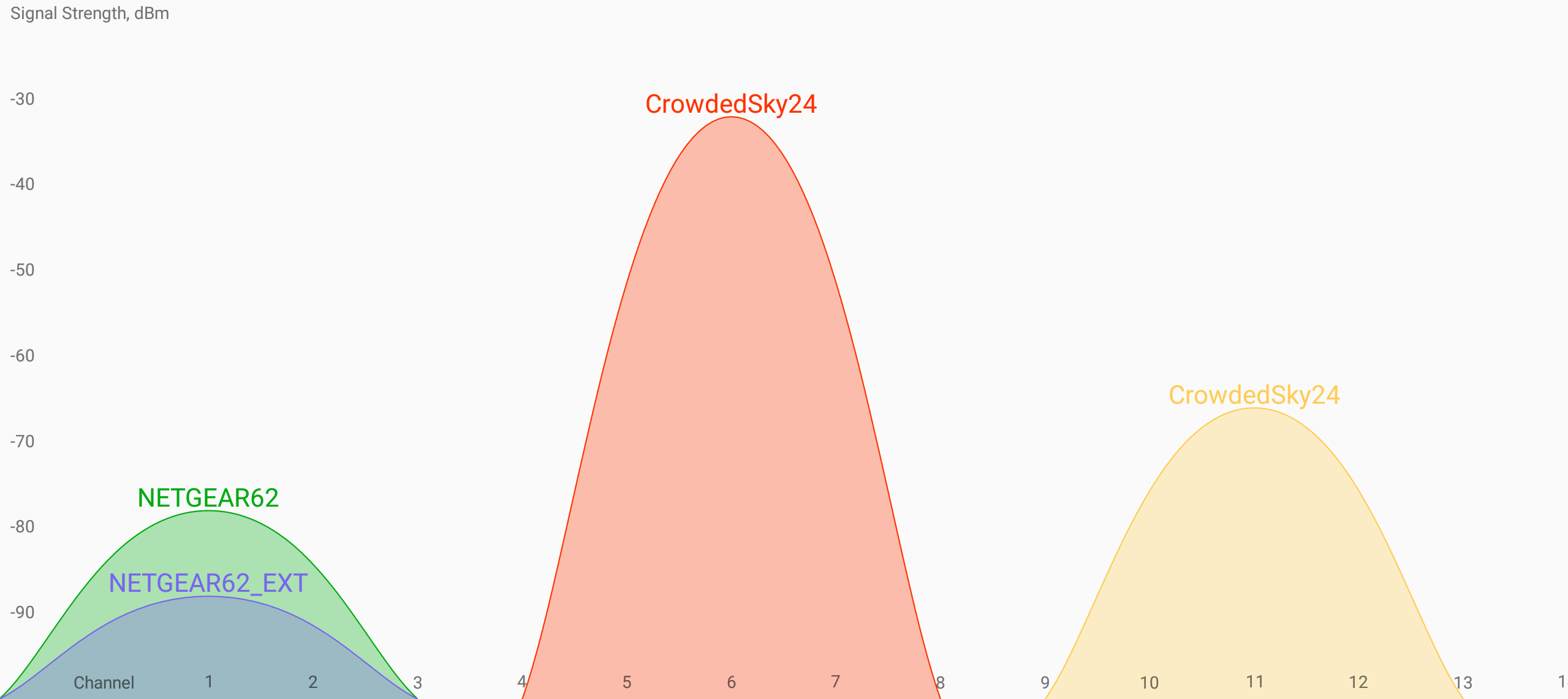
2.4 GHz 대역 및 기타 대역에서 송신기는 여러 채널에 걸쳐 있다. 겹치는 채널은 수신 전력의 총량 중 작은 부분에 해당하지 않는 한 간섭을 받을 수 있다.

와이파이 연결은 동일 지역에 다른 장치가 있을 경우 차단되거나 인터넷 속도가 저하될 수 있다. 와이파이 프로토콜은 대역을 합리적으로 공평하게 공유하도록 설계되어 있으며, 이는 종종 거의 또는 전혀 방해 없이 작동한다. 와이파이 및 비와이파이 장치와의 충돌을 최소화하기 위해 와이파이는 반송파 감지 다중 접속 및 충돌 회피(CSMA/CA)를 사용하는데, 여기서 송신기는 전송 전에 수신하고 다른 장치가 채널에서 활성 상태이거나 인접 채널 또는 비와이파이 소스에서 노이즈가 감지되면 패킷 전송을 지연시킨다. 그럼에도 불구하고 와이파이 네트워크는 여전히 숨겨진 노드 문제와 노출된 노드 문제에 취약하다.
표준 속도 와이파이 신호는 2.4 GHz 대역에서 5개 채널을 점유한다. 간섭은 겹치는 채널로 인해 발생할 수 있다. 2와 7과 같이 5 이상 차이나는 채널 번호는 겹치지 않는다(인접 채널 간섭 없음). 따라서 채널 1, 6, 11만이 비겹치는 채널이라는 흔히 반복되는 격언은 정확하지 않다. 채널 1, 6, 11은 북미에서 유일하게 겹치지 않는 세 채널 그룹이다. 그러나 겹침이 중요한지는 물리적 간격에 따라 달라진다. 4개 차이 나는 채널은 송신기가 최소 몇 미터 떨어져 있으면 무시할 수 있을 정도의 간섭을 일으킨다 – 채널 재사용(동일 채널 간섭 발생)보다 훨씬 적다. 채널 13을 사용할 수 있는 유럽과 일본에서는 802.11g 및 802.11n에 채널 1, 5, 9, 13을 사용하는 것이 가능하고 권장된다.
그러나 여러 2.4 GHz 802.11b 및 802.11g 액세스 포인트는 초기 시작 시 동일한 채널로 기본 설정되어 특정 채널의 혼잡에 기여한다. 와이파이 오염, 즉 해당 지역의 과도한 액세스 포인트 수는 액세스를 방해하고 다른 장치의 다른 액세스 포인트 사용을 방해하며 액세스 포인트 간의 신호 대 잡음비(SNR)를 감소시킬 수 있다. 이러한 문제는 대형 아파트 단지나 여러 와이파이 액세스 포인트가 있는 사무실 건물과 같은 고밀도 지역에서 문제가 될 수 있다.
다른 장치들도 2.4 GHz 대역을 사용한다. 전자레인지, ISM 대역 장치, 보안 카메라, 직비 장치, 블루투스 장치, 비디오 송신기, 무선 전화, 베이비 모니터, 그리고 일부 국가에서는 아마추어 무선, 이 모든 것이 상당한 추가 간섭을 유발할 수 있다. 이는 지자체 또는 기타 대규모 기관(예: 대학)이 넓은 지역에 걸쳐 커버리지를 제공하려고 할 때도 문제이다. 일부 5 GHz 대역에서는 특정 지역에서 레이더 시스템의 간섭이 발생할 수 있다. 이러한 대역을 지원하는 기지국의 경우 레이더를 감지하는 동적 주파수 선택(Dynamic Frequency Selection)을 사용하여 해당 대역에서 네트워크를 허용하지 않는다.
이러한 대역은 저전력 송신기가 라이선스 없이 거의 제한 없이 사용할 수 있다. 그러나 의도치 않은 간섭이 흔하지만, 의도적으로 간섭을 일으킨 사용자(특히 상업적 목적으로 이러한 대역을 독점하려 시도한 경우)에게는 거액의 벌금이 부과되었다.

### 처리량
IEEE 802.11의 다양한 레이어-2 변형은 서로 다른 특성을 가진다. 802.11의 모든 버전에서 최대 달성 가능한 처리량은 이상적인 조건에서의 측정 또는 레이어-2 데이터 전송률을 기반으로 제공된다. 그러나 이는 데이터가 두 엔드포인트 간에 전송되는 일반적인 배포에는 적용되지 않으며, 이 중 적어도 하나는 일반적으로 유선 인프라에 연결되고 다른 하나는 무선 링크를 통해 인프라에 연결된다.
이는 일반적으로 데이터 프레임이 802.11 (WLAN) 매체를 통과하여 802.3 (이더넷)으로 변환되거나 그 반대로 변환된다는 것을 의미한다.
이 두 매체의 프레임(헤더) 길이 차이로 인해 애플리케이션의 패킷 크기가 데이터 전송 속도를 결정한다. 즉, 작은 패킷(예: VoIP)을 사용하는 애플리케이션은 높은 오버헤드 트래픽(낮은 굿풋)을 가진 데이터 흐름을 생성한다.
전체 애플리케이션 데이터 전송률에 기여하는 다른 요소는 애플리케이션이 패킷을 전송하는 속도(즉, 데이터 전송률)와 무선 신호가 수신되는 에너지이다. 후자는 거리와 통신 장치의 구성된 출력 전력에 의해 결정된다.
동일한 참조는 UDP 처리량 측정값을 보여주는 첨부된 처리량 그래프에도 적용된다. 각 측정값은 25개 측정값의 평균 처리량(오차 막대는 있지만 작은 변동으로 인해 거의 보이지 않음)을 나타내며, 특정 패킷 크기(작거나 큼)와 특정 데이터 전송률(10 kbit/s – 100 Mbit/s)을 사용한다. 일반적인 애플리케이션의 트래픽 프로필에 대한 마커도 포함되어 있다. 이 텍스트와 측정값은 패킷 오류를 다루지 않지만, 이에 대한 정보는 위 참조에서 찾을 수 있다. 아래 표는 다양한 WLAN(802.11) 버전에서 동일한 시나리오(동일한 참조)에서 달성 가능한 최대 (애플리케이션별) UDP 처리량을 보여준다. 측정 호스트는 서로 25미터(야드) 떨어져 있었으며, 손실은 다시 무시되었다.
|  |  |

## 하드웨어

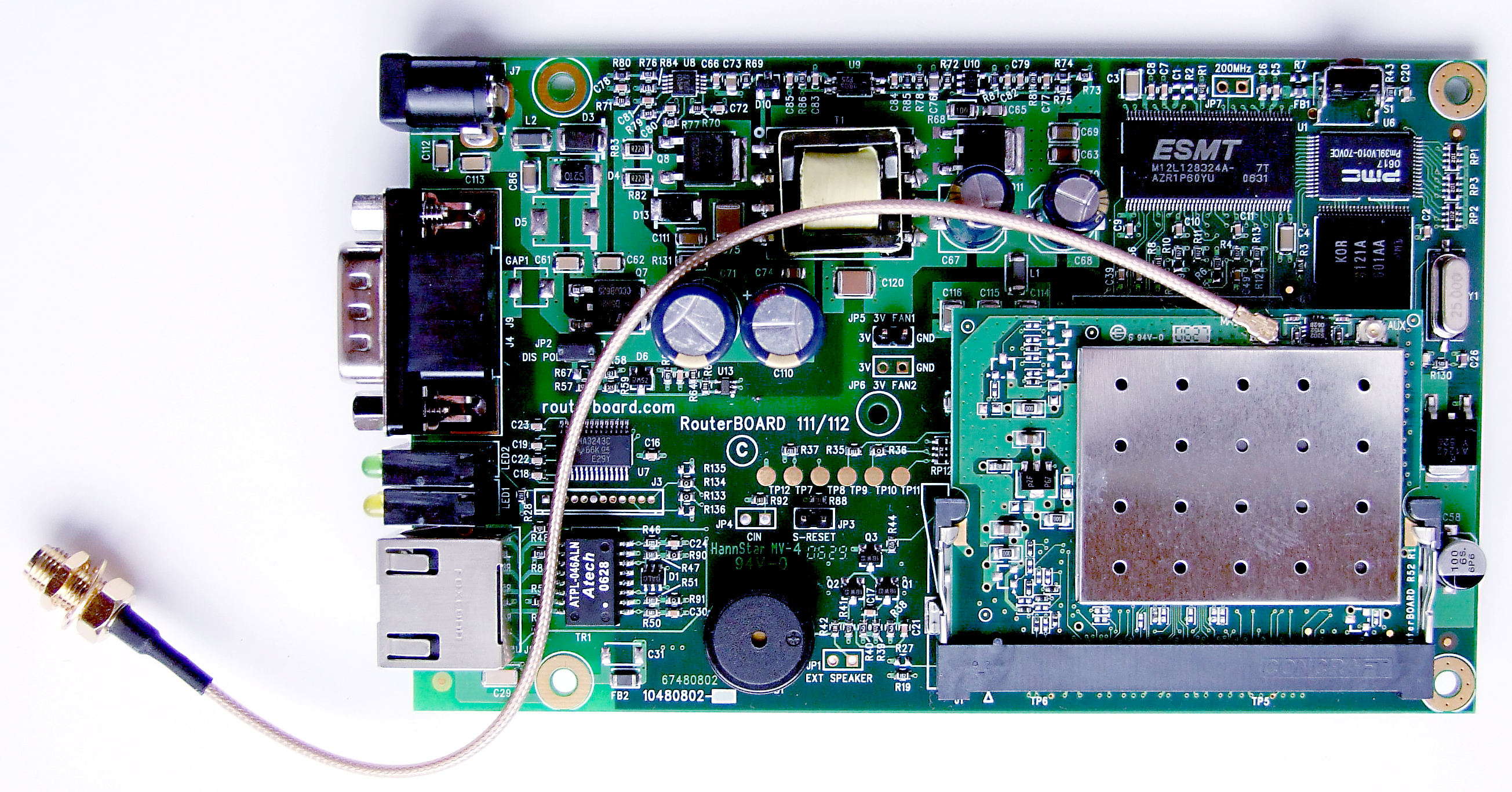
임베디드 라우터보드 112, U.FL-RSMA 피그테일 및 R52 미니PCI 와이파이 카드 (체코의 WISP에서 널리 사용)

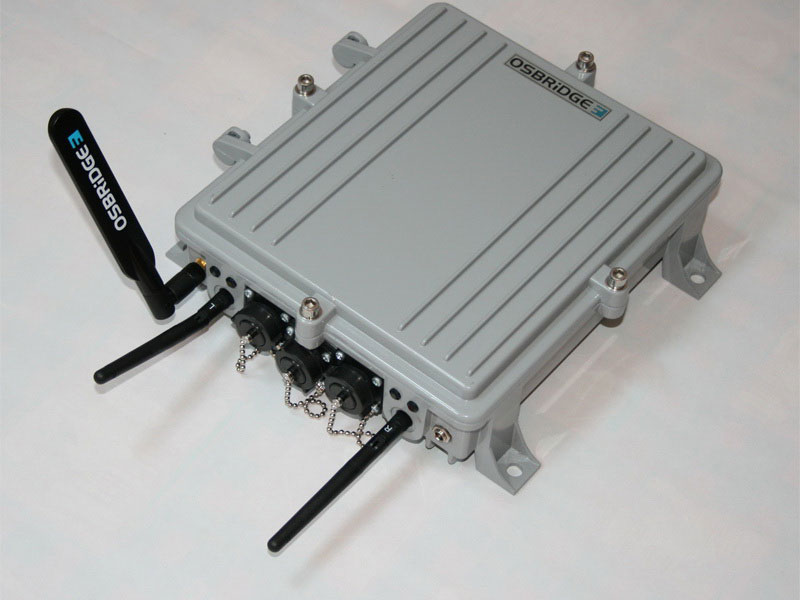
OSBRiDGE 3GN – 802.11n 액세스 포인트 및 UMTS/GSM 게이트웨이가 하나의 장치에 통합

와이파이는 근거리 통신망(LAN)의 무선 배포를 가능하게 한다. 또한 야외 지역이나 역사적 건물과 같이 케이블을 깔 수 없는 공간에서도 무선 LAN을 호스팅할 수 있다. 그러나 금속 함량이 높은 석재와 같은 특정 재료의 건물 벽은 와이파이 신호를 차단할 수 있다.
와이파이 장치는 근거리 무선 통신 장치이다. 와이파이 장치는 RF CMOS 집적 회로(RF 회로) 칩으로 제작된다.
2000년대 초반부터 제조업체들은 대부분의 노트북에 무선 네트워크 어댑터를 내장하고 있다. 와이파이용 칩셋 가격은 계속 하락하여 점점 더 많은 장치에 포함되는 경제적인 네트워킹 옵션이 되고 있다.
서로 다른 경쟁 브랜드의 액세스 포인트와 클라이언트 네트워크 인터페이스는 기본 서비스 수준에서 상호 운용될 수 있다. 와이파이 얼라이언스가 "Wi-Fi Certified"로 지정한 제품은 하위 호환된다. 휴대 전화와 달리 모든 표준 와이파이 장치는 전 세계 어디에서나 작동한다.

### 액세스 포인트

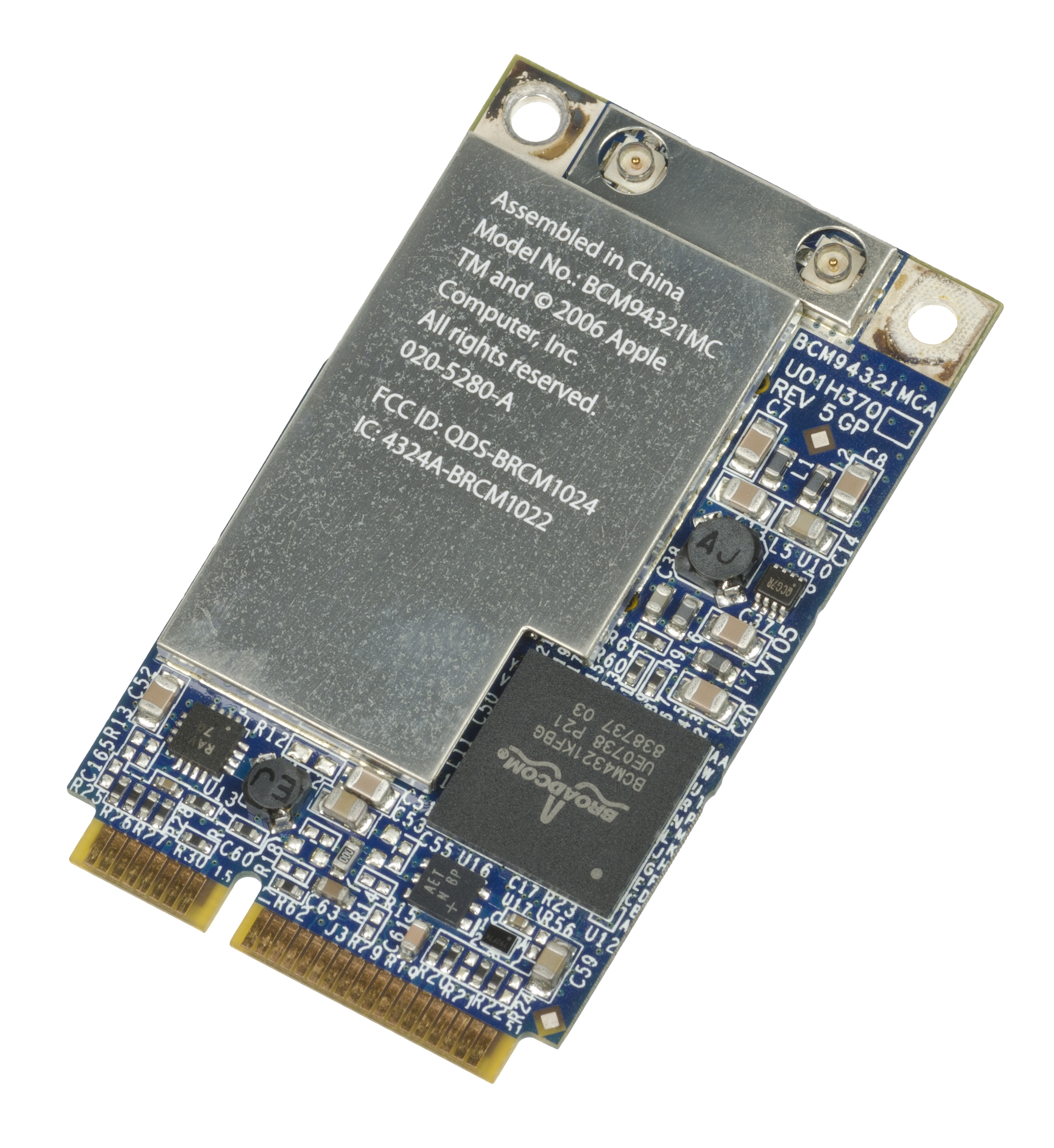
애플 맥북의 802.11g를 지원하는 에어포트 와이파이 어댑터

무선 액세스 포인트(WAP)는 무선 장치 그룹을 인접한 유선 LAN에 연결한다. 액세스 포인트는 네트워크 허브와 유사하며, 연결된 무선 장치 간에 데이터를 중계하고 (일반적으로) 단일 연결된 유선 장치, 대부분 이더넷 허브 또는 스위치에 연결하여 무선 장치가 다른 유선 장치와 통신할 수 있도록 한다.

### 무선 어댑터

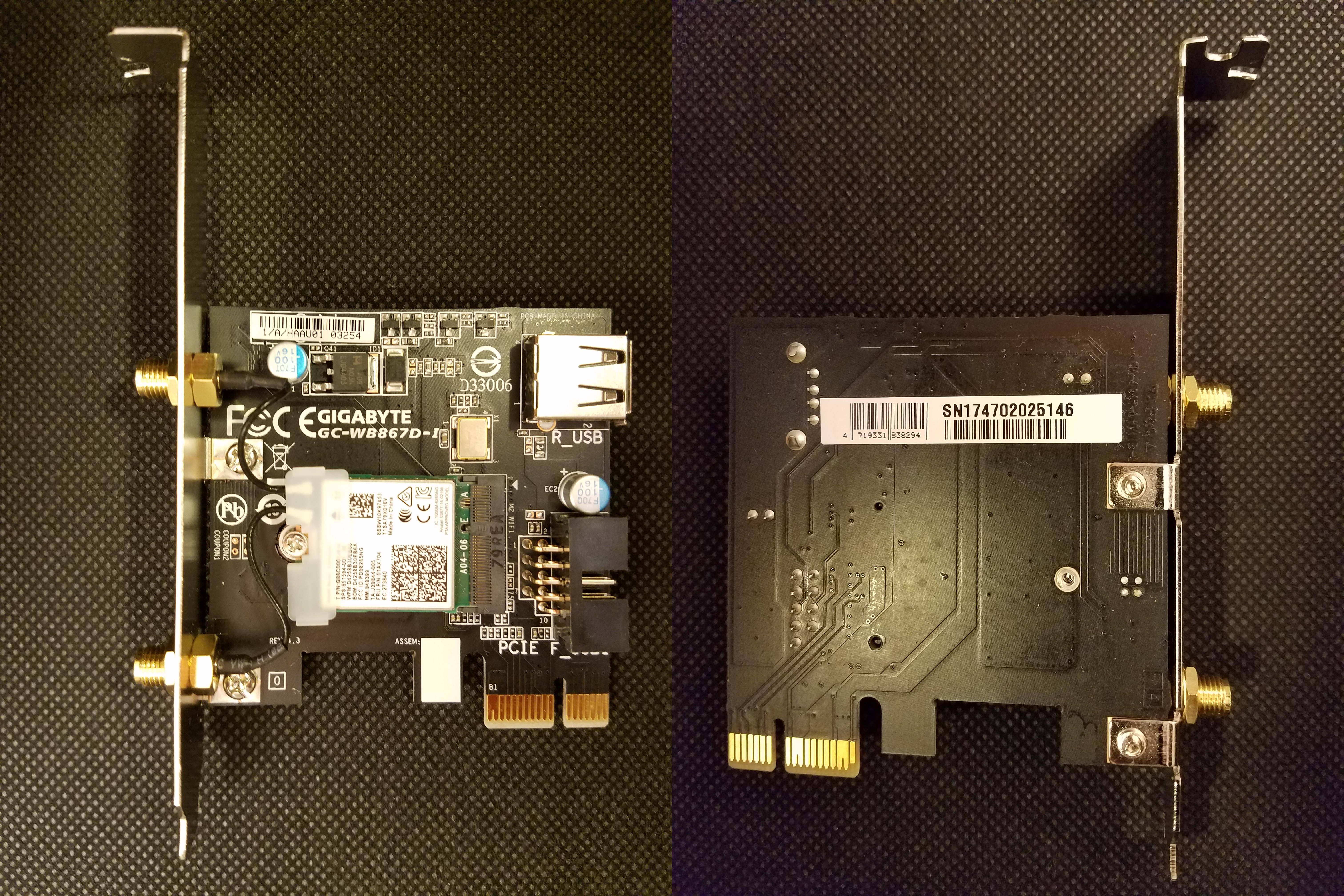
무선 네트워크 인터페이스 컨트롤러 기가바이트 GC-WB867D-I

무선 어댑터는 장치가 무선 네트워크에 연결할 수 있도록 한다. 이러한 어댑터는 mini PCIe(mPCIe, M.2), USB, 익스프레스카드 및 이전의 PCI, 카드버스, PC 카드와 같은 다양한 외부 또는 내부 상호 연결을 사용하여 장치에 연결된다. 2010년 기준으로 대부분의 신형 노트북 컴퓨터에는 내장형 내부 어댑터가 탑재되어 있다.

### 라우터
무선 라우터는 무선 액세스 포인트, 이더넷 스위치, 그리고 통합 WAN 인터페이스를 통해 IP 라우팅, NAT, DNS 포워딩을 제공하는 내부 라우터 펌웨어 애플리케이션을 통합한다. 무선 라우터는 유선 및 무선 이더넷 LAN 장치가 케이블 모뎀, DSL 모뎀 또는 광 모뎀과 같은 (일반적으로) 단일 WAN 장치에 연결할 수 있도록 한다. 무선 라우터는 액세스 포인트와 라우터라는 세 가지 장치를 하나의 중앙 유틸리티를 통해 구성할 수 있도록 한다. 이 유틸리티는 일반적으로 유선 및 무선 LAN 클라이언트, 그리고 종종 선택적으로 WAN 클라이언트가 액세스할 수 있는 통합 웹 서버이다. 이 유틸리티는 또한 MacOS 및 iOS의 에어포트 유틸리티에서 관리되는 애플의 에어포트처럼 컴퓨터에서 실행되는 애플리케이션일 수도 있다.

### 브리지
무선 네트워크 브리지는 와이파이를 통해 두 네트워크를 연결하여 데이터 링크 계층에서 단일 네트워크를 형성할 수 있다. 주요 표준은 무선 분배 시스템(WDS)이다.
무선 브리징은 유선 네트워크를 무선 네트워크에 연결할 수 있다. 브리지는 액세스 포인트와 다르다. 액세스 포인트는 일반적으로 무선 장치를 하나의 유선 네트워크에 연결한다. 두 개의 무선 브리지 장치는 무선 링크를 통해 두 개의 유선 네트워크를 연결하는 데 사용될 수 있으며, 이는 두 개의 별도 가정 간과 같이 유선 연결을 사용할 수 없거나 무선 네트워킹 기능이 없는 장치(하지만 유선 네트워킹 기능이 있는 장치)에 유용하다(가전제품 등). 또는 무선 브리지를 사용하여 유선 연결을 지원하는 장치가 해당 장치에서 지원하는 무선 네트워크 연결 기능(외부 동글 또는 내장)보다 빠른 무선 네트워킹 표준으로 작동할 수 있도록 할 수 있다(예: 무선-G만 지원하는 장치에 대해 무선-N 속도(브리지 및 연결된 장치, 무선 액세스 포인트 모두의 유선 이더넷 포트에서 지원되는 최대 속도까지)를 활성화).
듀얼 밴드 무선 브리지는 2.4 GHz 무선만 지원하고 유선 이더넷 포트가 있는 장치에서 5 GHz 무선 네트워크 작동을 가능하게 하는 데에도 사용될 수 있다.

### 리피터
무선 범위 확장기 또는 무선 리피터는 기존 무선 네트워크의 범위를 확장할 수 있다. 전략적으로 배치된 범위 확장기는 신호 영역을 확장하거나 L자형 복도와 같은 장벽 주위로 신호 영역이 도달하도록 할 수 있다. 리피터를 통해 연결된 무선 장치는 각 홉마다 증가된 지연 시간을 겪으며, 최대 사용 가능한 데이터 처리량이 감소할 수 있다. 게다가, 무선 범위 확장기를 사용하는 네트워크에 추가 사용자가 발생하면 단일 사용자가 확장기가 없는 네트워크에서 이동하는 경우보다 사용 가능한 대역폭이 더 빨리 소모된다. 이러한 이유로 무선 범위 확장기는 단일 사용자가 와이파이 장착 태블릿으로 확장 및 비확장 네트워크 부분을 이동하는 경우와 같이 트래픽 처리량 요구 사항이 낮은 네트워크에서 가장 잘 작동한다. 또한, 체인의 리피터 중 하나에 연결된 무선 장치는 연결 원점과 연결 끝 사이의 체인에서 "가장 약한 링크"에 의해 데이터 처리량이 제한된다. 무선 확장기를 사용하는 네트워크는 확장된 네트워크의 일부에 인접하고 확장된 네트워크와 동일한 채널을 사용하는 인접 액세스 포인트의 간섭으로 인해 성능 저하가 더 쉽게 발생한다.

### 임베디드 시스템
와이파이 보호 설정 보안 표준은 제한된 그래픽 사용자 인터페이스를 가진 임베디드 장치가 쉽게 인터넷에 연결할 수 있도록 한다. 와이파이 보호 설정은 푸시 버튼 구성과 PIN 구성의 두 가지 구성을 가진다. 이러한 임베디드 장치는 사물인터넷이라고도 불리며 저전력, 배터리 구동식 임베디드 시스템이다. 여러 와이파이 제조업체는 GainSpan과 같은 임베디드 와이파이용 칩과 모듈을 설계한다.
지난 몇 년간(특히 2007 년 기준), 실시간 운영 체제를 통합하고 직렬 포트를 통해 통신할 수 있는 모든 장치를 무선으로 쉽게 활성화할 수 있는 임베디드 와이파이 모듈이 점점 더 많이 출시되고 있다. 이를 통해 간단한 모니터링 장치를 설계할 수 있다. 예를 들어, 집에서 환자를 모니터링하는 휴대용 ECG 장치이다. 이 와이파이 지원 장치는 인터넷을 통해 통신할 수 있다.
이러한 와이파이 모듈은 OEM이 설계하므로 구현자는 제품에 와이파이 연결성을 제공하기 위해 최소한의 와이파이 지식만 필요하다.
2014년 6월, 텍사스 인스트루먼트는 온보드 전용 와이파이 MCU를 탑재한 최초의 ARM Cortex-M4 마이크로컨트롤러인 SimpleLink CC3200을 출시했다. 이를 통해 와이파이 연결 기능을 갖춘 임베디드 시스템을 단일 칩 장치로 구축할 수 있게 되어 비용과 최소 크기가 줄어들었으며, 무선 네트워크로 연결된 컨트롤러를 저렴한 일반 사물에 내장하는 것이 더욱 실용적이 되었다.

## 보안
무선 네트워크 보안의 주요 문제는 이더넷과 같은 기존 유선 네트워크에 비해 네트워크 접근이 단순화된다는 점이다. 유선 네트워킹에서는 건물에 물리적으로 접근(내부 네트워크에 물리적으로 연결)하거나 외부 방화벽을 뚫어야 한다. 와이파이에 접근하려면 단순히 와이파이 네트워크 범위 내에 있어야 한다. 대부분의 비즈니스 네트워크는 외부 접근을 허용하지 않도록 민감한 데이터와 시스템을 보호하려고 한다. 무선 연결을 활성화하면 네트워크가 부적절하거나 전혀 암호화를 사용하지 않는 경우 보안이 저하된다.
와이파이 네트워크 라우터에 접근한 공격자는 쿼리된 DNS 서버가 응답할 기회를 갖기 전에 위조된 응답을 보내 네트워크의 다른 사용자에게 DNS 스푸핑 공격을 시작할 수 있다.

### 보안 방법
승인되지 않은 사용자를 막기 위한 일반적인 조치로는 SSID 브로드캐스트를 비활성화하여 액세스 포인트 이름을 숨기는 것이 포함된다. 이는 일반 사용자에게는 효과적이지만, 클라이언트 SSID 쿼리에 대한 응답으로 SSID가 명확하게 브로드캐스트되기 때문에 보안 방법으로는 효과가 없다. 다른 방법은 알려진 MAC 주소를 가진 컴퓨터만 네트워크에 가입하도록 허용하는 것이지만, 의지가 있는 도청자는 승인된 주소를 스푸핑하여 네트워크에 가입할 수 있다.
유선 동등 프라이버시(WEP) 암호화는 일반적인 엿보기를 방지하도록 설계되었지만 더 이상 안전한 것으로 간주되지 않는다. 에어스노트 또는 Aircrack-ng와 같은 도구는 WEP 암호화 키를 신속하게 복구할 수 있다. WEP의 약점 때문에 와이파이 얼라이언스는 TKIP를 사용하는 WPA(Wi-Fi Protected Access)를 승인했다. WPA는 일반적으로 펌웨어 업그레이드를 통해 구형 장비와 함께 작동하도록 특별히 설계되었다. WEP보다 안전하지만 WPA에는 알려진 취약점이 있다.
더 안전한 고급 암호화 표준을 사용하는 WPA2는 2004년에 도입되었으며 대부분의 새로운 와이파이 장치에서 지원된다. WPA2는 WPA와 완전히 호환된다. 2017년, WPA2 프로토콜에서 KRACK으로 알려진 키 재설치 공격을 허용하는 결함이 발견되었다.

WIFI:S:Wikipedia;T:WPA;P:Password1!;;를 사용하여 와이파이 연결을 자동화하는 QR 코드

2007년에 와이파이에 추가된 와이파이 보호 설정(WPS) 기능의 결함으로 WPA 및 WPA2 보안이 우회될 수 있었다. 2011년 기준 유일한 해결책은 와이파이 보호 설정을 끄는 것이었는데, 이는 항상 가능한 것은 아니었다.
특히 공공 와이파이 네트워크를 통해 전송되는 데이터의 기밀성을 향상시키기 위해 가상사설망을 사용할 수 있다.
WIFI 스키마를 사용하는 URI는 SSID, 암호화 유형, 비밀번호/암호문, 그리고 SSID가 숨겨져 있는지 여부를 지정할 수 있으므로, 사용자는 예를 들어 QR 코드에서 링크를 따라 수동으로 데이터를 입력할 필요 없이 네트워크에 연결할 수 있다. Android 및 iOS 11+에서는 MeCard와 유사한 형식을 지원한다.
- 일반적인 형식: WIFI:S:<SSID>;T:<WEP|WPA|blank>;P:<PASSWORD>;H:<true|false|blank>;
- 예시 WIFI:S:MySSID;T:WPA;P:MyPassW0rd;;

### 데이터 보안 위험
와이파이 액세스 포인트는 일반적으로 암호화되지 않은(개방형) 모드로 기본 설정된다. 초보 사용자는 별도의 설정 없이 바로 작동하는 장치의 이점을 누리지만, 이러한 기본 설정은 무선 보안을 전혀 활성화하지 않아 LAN에 대한 개방형 무선 접근을 제공한다. 보안을 켜려면 사용자가 장치를 구성해야 하며, 일반적으로 소프트웨어 그래픽 사용자 인터페이스(GUI)를 통해 이루어진다. 암호화되지 않은 와이파이 네트워크에서는 연결 장치가 데이터(개인 정보 포함)를 모니터링하고 기록할 수 있다. 이러한 네트워크는 가상사설망 또는 TLS를 사용하지 않는 일반 HTTP와 같은 안전하지 않은 프로토콜을 사용하는 경우 HTTPS와 같은 다른 보호 수단을 사용해야만 안전하게 보호될 수 있다.
구식 무선 암호화 표준인 WEP(Wired Equivalent Privacy)는 올바르게 구성되었더라도 쉽게 해독될 수 있음이 입증되었다. 2003년 장치에 도입된 WPA(Wi-Fi Protected Access) 암호화는 이 문제를 해결하는 것을 목표로 했다. 2004년에 비준된 WPA2(Wi-Fi Protected Access 2)는 강력한 비밀구절이 사용되는 경우 안전한 것으로 간주된다. 2003년 버전의 WPA는 2004년에 WPA2로 대체된 이후 안전한 것으로 간주되지 않았다.
2018년, 와이파이 보호 설정(WPS)이라는 2007년 와이파이에 추가된 기능에서 KRACK으로 알려진 키 재설치 공격을 허용하는 결함이 발견되어 WPA 및 WPA2 보안이 우회될 수 있음이 발표되었다. 6월 26일에 출시되었다.

### 무단 접속
무단 접속은 자신의 컴퓨터를 타인의 무선 연결 범위 내로 가져와 가입자의 명시적 허락이나 지식 없이 그 서비스를 사용하는 것을 의미한다.
802.11이 초기 대중적으로 채택될 당시에는 무선 커뮤니티 네트워크를 육성하기 위해 범위 내의 모든 사람이 사용할 수 있는 개방형 액세스 포인트를 제공하는 것이 장려되었다. 이는 사람들이 평균적으로 언제든 다운스트림 대역폭의 일부만을 사용하기 때문이었다.
다른 사람의 액세스 포인트를 취미로 기록하고 매핑하는 것은 워 드라이빙으로 알려져 있다. 실제로 많은 액세스 포인트는 보안을 켜지 않은 채 의도적으로 설치되어 무료 서비스로 사용될 수 있다. 이러한 방식으로 자신의 인터넷 연결에 대한 액세스를 제공하는 것은 ISP와의 서비스 약관 또는 계약을 위반할 수 있다. 이러한 활동은 대부분의 관할권에서 제재를 초래하지 않지만, 법률과 판례는 전 세계적으로 상당히 다르다. 사용 가능한 서비스를 설명하는 낙서를 남기는 제안은 워촐킹이라고 불렸다.
무단 접속은 종종 의도치 않게 발생한다 – 기술에 익숙하지 않은 사용자는 액세스 포인트 및 운영 체제의 기본 "보안되지 않음" 설정을 변경하지 않을 수 있으며, 운영 체제는 사용 가능한 모든 무선 네트워크에 자동으로 연결되도록 구성될 수 있다. 액세스 포인트 근처에서 노트북을 시작하는 사용자는 컴퓨터가 아무런 시각적 표시 없이 네트워크에 연결되어 있는 것을 발견할 수 있다. 또한, 한 네트워크에 연결하려는 사용자는 후자가 더 강력한 신호를 가지고 있는 경우 실수로 다른 네트워크에 연결될 수도 있다. 다른 네트워크 리소스의 자동 검색(DHCP 및 제로컨프 참조)과 결합되면 무선 사용자가 목적지를 찾을 때 민감한 데이터를 잘못된 중간자에게 보낼 수 있다(즉, 중간자 공격 참조). 예를 들어, 사용자는 안전하지 않은 네트워크를 사용하여 웹사이트에 로그인할 수 있으며, 이 경우 웹사이트가 TLS 없이 일반 HTTP와 같은 안전하지 않은 프로토콜을 사용하는 경우 로그인 자격 증명이 도청자에게 노출될 수 있다.
보안되지 않은 액세스 포인트에서, 승인되지 않은 사용자는 무선 액세스 포인트의 레이블에서 보안 정보(공장 초기 비밀구절 또는 와이파이 보호 설정 PIN)를 얻어 이 정보(또는 와이파이 보호 설정 푸시 버튼 방식으로 연결)를 사용하여 무단 또는 불법적인 활동을 저지를 수 있다.

## 사회적 측면
무선 인터넷 접속은 사회에 훨씬 더 깊이 뿌리박혔다. 따라서 사회가 기능하는 방식이 여러 면에서 변화되었다.

### 개발도상국에 미치는 영향
2017년 기준 전 세계 인구의 절반 이상이 인터넷에 접근할 수 없었으며, 특히 개발도상국의 농촌 지역이 그러했다. 선진국에서 구현된 기술은 종종 비용이 많이 들고 에너지 효율적이지 못하다. 이는 개발도상국이 주로 태양 에너지로만 유지될 수 있는 재생 가능 에너지원을 구현하여 정전과 같은 중단에 강한 네트워크를 사용하는 저기술 네트워크를 사용하게 했다. 예를 들어, 2007년 페루의 카보 판토하와 이키토스 사이에 450-킬로미터 (280 mi) 네트워크가 구축되었는데, 모든 장비는 태양 전지판으로만 전력을 공급받았다. 이러한 장거리 와이파이 네트워크는 두 가지 주요 용도를 가진다. 고립된 마을 주민들에게 인터넷 접근을 제공하고, 고립된 지역사회에 의료 서비스를 제공하는 것이다. 후자의 경우, 이키토스 중앙 병원을 15개의 의료 전초 기지와 연결하여 원격 진료를 가능하게 한다.

### 업무 습관
카페나 공원과 같은 공공 장소에서 와이파이를 이용할 수 있게 되면서 사람, 특히 프리랜서들이 원격으로 일할 수 있게 되었다. 와이파이의 접근성이 작업 장소를 선택하는 데 가장 강력한 요소이지만(사람들의 75%는 와이파이를 제공하는 곳을 그렇지 않은 곳보다 선택함), 다른 요소들도 특정 핫스팟 선택에 영향을 미친다. 이는 책과 같은 다른 자원의 접근성, 작업장의 위치, 그리고 같은 장소에서 다른 사람들을 만나는 사회적 측면까지 다양하다. 더욱이, 공공 장소에서 일하는 사람들의 증가는 지역 사업에 더 많은 고객을 유치하여 해당 지역에 경제적 활력을 제공한다.
또한, 동일한 연구에서 무선 연결이 작업 중 더 큰 이동의 자유를 제공한다는 점이 언급되었다. 집에서든 사무실에서든 작업할 때 다른 방이나 공간 사이를 이동할 수 있게 한다. 일부 사무실(특히 뉴욕의 시스코 사무실)에서는 직원들에게 지정된 책상이 없지만, 핫스팟에 노트북을 연결하여 어떤 사무실에서든 작업할 수 있다.

### 주거
인터넷은 생활의 필수적인 부분이 되었다. 2016년 기준, 미국 가구의 81.9%가 인터넷에 접속한다. 또한, 광대역이 있는 미국 가구의 89%는 무선 기술을 통해 연결된다. 미국 가구의 72.9%가 와이파이를 사용한다.
와이파이 네트워크는 주택과 호텔의 내부 배치를 바꾸어 놓았다. 예를 들어, 건축가들은 고객들이 더 이상 하나의 방만을 서재로 원하지 않고, 벽난로 근처에서 일하거나 다른 방에서도 일할 수 있는 가능성을 원한다고 설명했다. 이는 건축가들의 기존 설계된 방 사용에 대한 생각과 상충된다. 또한, 일부 호텔에서는 손님들이 더 강한 와이파이 신호를 받기 때문에 특정 객실에 머무는 것을 선호한다고 언급했다.

## 건강 문제
WHO는 "기지국 및 무선 네트워크의 무선 주파수(RF) 장 노출로 인한 건강 영향은 예상되지 않는다"고 말하면서도, 다른 RF 소스로 인한 영향에 대한 연구를 장려한다고 언급한다. WHO 산하의 국제 암 연구 기관(IARC)이 나중에 무선 주파수 전자기장(EMF)을 "인간에게 암을 유발할 가능성이 있는 것으로 분류(2B군)"(이 범주는 "인과 관계가 신뢰할 수 있다고 간주되지만, 우연, 편향 또는 혼란을 합리적인 확신으로 배제할 수 없을 때" 사용된다.)했지만, 이 분류는 와이파이 네트워크보다는 무선 전화 사용과 관련된 위험을 기반으로 했다.
영국 건강보호청은 2007년에 와이파이에 1년간 노출되는 것이 "20분간의 휴대 전화 통화와 동일한 양의 방사선"을 초래한다고 보고했다.
전자기과민성증후군을 주장하는 725명을 대상으로 한 연구 검토는 "...'전자기과민성증후군'은 EMF의 존재와 관련이 없음을 시사하지만, 이 현상에 대한 추가 연구가 필요하다"고 밝혔다.

## 대안
다양한 다른 무선 기술은 다양한 사용 사례에 대해 와이파이의 대안을 제공한다:
- Bluetooth Low Energy, 블루투스의 저전력 변형
- 블루투스, 근거리 네트워크
- 셀룰러 네트워크, 스마트폰에서 사용
- LoRa, 낮은 데이터 전송률로 장거리 무선 통신용
- NearLink, 단거리 무선 기술 표준
- 와이맥스, 장거리 무선 인터넷 연결 제공용
- 직비, 저전력, 저데이터 전송률, 단거리 통신 프로토콜

일부 대안은 "새로운 전선 없음"으로, 기존 케이블을 재사용한다:
- G.hn, 전화 및 전력선 통신과 같은 기존 가정 내 배선을 사용

컴퓨터 네트워킹을 위한 여러 유선 기술은 와이파이의 실현 가능한 대안을 제공한다:
- 이더넷 오버 트위스트 페어

## 같이 보기
- Gi-Fi – IEEE 802.11 표준의 더 빠른 버전을 지칭하는 데 일부 무역 언론에서 사용되는 용어
- 하이퍼랜
- 고속 멀티미디어 무선
- 실내 위치 추적 서비스
- 라이파이
- WLAN 채널 목록
- 운영 체제 와이파이 지원
- 패시브 와이파이
- 전력선 통신
- 샌프란시스코 디지털 포용 전략
- WLAN 인증 및 프라이버시 인프라
- 와이기그
- 무선 브로드밴드 얼라이언스
- 와이파이 다이렉트

## 내용주
1. ↑  이 "하나가 말하고 모두가 듣는" 속성은 공유 매체 와이파이의 보안 취약점이다. 와이파이 네트워크의 노드는 원할 경우 모든 트래픽을 도청할 수 있기 때문이다.
2. ↑  무차별 모드에 놓이지 않는 한.
3. ↑  경우에 따라 공장 출하 시 할당된 주소를 재정의할 수 있는데, 이는 어댑터 교체 시 주소 변경을 피하거나 로컬 관리 주소를 사용하기 위함이다.
4. ↑  링크 계층은 OSI 모형의 물리 및 데이터 링크 계층에 해당한다.

## 추가 문헌
- The WNDW Authors (2013).  Butler, Jane, 편집. 《Wireless Networking in the Developing World》 Thi판. CreateSpace Independent Publishing Platform. ISBN 978-1-4840-3935-9.